# Apospasta montana
Apospasta montana är en fjärilsart som beskrevs av Aurivillius 1910. Apospasta montana ingår i släktet Apospasta och familjen nattflyn. Inga underarter finns listade i Catalogue of Life.